# Cystodermataceae
Famille
Les Cystodermataceae, qui contient notamment le genre Cystoderma, sont une famille de champignons basidiomycètes de l'ordre des Agaricales. 
N.B. la création de cette famille a rendu la tribu des Cystodermateae obsolète.
Selon Index Fungorum (24 août 2014) et MycoBank (24 août 2014), c’est un nomen invalidum (nom invalide).